# Prisión de Lao Bảo
La prisión de Lao Bảo es una prisión de Vietnam situada en Lao Bao, Quang Tri, a 22 km de Khe Sanh, en el pueblo de Duy Tan, comuna de Tan Thanh, distrito de Huong Hoa, al oeste del río de Sepon. La prisión fue construida en 1908 por los colonos franceses en un área de cerca de 10 ha, completamente aislado de las áreas pobladas.
La prisión fue una de las 5 mayores prisiones de Indochina francesa en ese momento; fue construida para presos políticos. La cárcel tenía inicialmente dos viviendas A y B, incluyendo dos bloques de celdas hechas de bambú, paredes de tierra, 15m 4m de largo alto y 5 metros de ancho. Sólo había una salida y una entrada, por lo que solía ser oscura por dentro. Desde 1931-1932, los colonos franceses construyeron dos nuevas viviendas A y B. Las nuevas casas tenían muro de piedra y suelo de cemento.
Hoy en día, esta prisión se clasifica como un sitio histórico especial por el gobierno vietnamita.